# Omorgus inflatus
Omorgus inflatus är en skalbaggsart som beskrevs av Loomis 1922. Omorgus inflatus ingår i släktet Omorgus och familjen knotbaggar. Inga underarter finns listade i Catalogue of Life.

## Bildgalleri

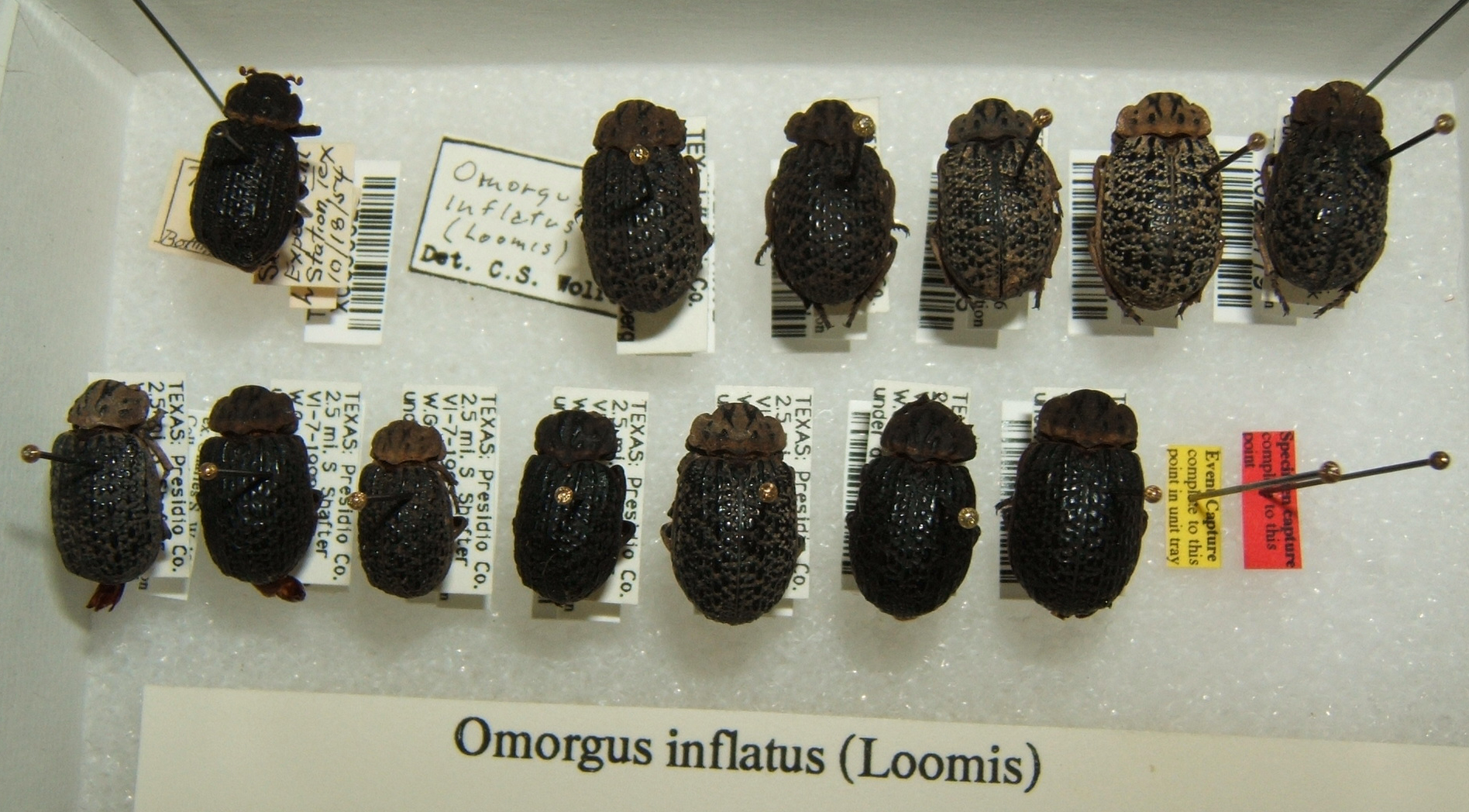